# MONDO PIECE
「MONDO PIECE」（モンドピース）は、UVERworldの18枚目のシングル。2011年4月6日にgr8!recordsから発売された。

## 概要
当初は2011年3月23日の発売予定だったが、東北地方太平洋沖地震の影響で延期された。表題曲である「MONDO PIECE」は、2010年11月27日に行われたUVERworld初の東京ドーム公演「LAST TOUR FINAL at TOKYO DOME」のエンドロールで使用するために制作した楽曲。本来は収録曲すべてが6thアルバム『LIFE 6 SENSE』に収録予定だったが、ファンのリクエストを受けシングルとして発売された。
キャッチコピーは、『東京ドームのエンディングを飾ったあの曲が待望のリリース！』

## 収録内容
| 全作詞: TAKUYA∞、全編曲: UVERworld & 平出悟。 |                      |           |           |      |
| #                                             | タイトル             | 作詞      | 作曲      | 時間 |
| 1.                                            | 「MONDO PIECE」      | TAKUYA∞   | UVERworld | 5:28 |
| 2.                                            | 「パニックワールド」 | TAKUYA∞   | TAKUYA∞   | 4:21 |
| 3.                                            | 「魑魅魍魎マーチ」   | TAKUYA∞   | TAKUYA∞   | 3:20 |
| 合計時間:                                     | 合計時間:            | 合計時間: | 13:00     |      |

| #  | タイトル                                              | 作詞 | 作曲・編曲 |
| -- | ----------------------------------------------------- | ---- | ---------- |
| 1. | 「2010.11.01 Secret Live at Shibuya eggman [DIGEST]」 |      |            |
| 2. | 「UVERworld予告編」                                   |      |            |

## 楽曲解説
MONDO PIECE
「NO.1」の完成後、東京ドーム公演のために制作された楽曲。同公演の発表以降、ファンから直接かけられた言葉がきっかけとなり歌詞が書かれている。東京ドーム公演終了後も、ライブ（特に「男祭り」と呼ばれる男性限定ライブ）を締めくくる楽曲として定番化している。メンバーが促したわけではないが、演奏される際はいつしかファン同士が肩を組み歌うようになった。ラジオ音源と比較しシングル版の前奏は若干短くなっている。PVに演奏シーンはなく、東京ドームなどの映像や写真で構成されている。仮タイトルは「3peace」
パニックワールド
TAKUYA∞の「生まれ変わっても他の誰でもない自分になりたい」という想いが込められた楽曲。発売前に、ラジオ番組「大三元」（FM北海道）にて公開された。歌詞にはジョン・レノン（THE BEATLES）やジョニー・ロットン（SEX PISTOLS）、カート・コバーン（NIRVANA）といったロック界のレジェンドが登場する。発売当初はライブで披露されることはなかったが、2012年のツアーでのライブ序盤に演奏されており、TAKUYA∞は「外せない一曲」と語っていた。
魑魅魍魎マーチ
歌詞のテーマは霊がメインに据えられているが、TAKUYA∞自身に心霊体験はないという。2011年7月27日に行われたZEPP TOKYOでの演奏が映像化されている。近年のライブでは、冒頭にサビが追加されている。

## 収録アルバム
1. MONDO PIECE
  - 6thスタジオ・アルバム「LIFE 6 SENSE」
  - 2ndベスト・アルバム「ALL TIME BEST -MEMBER BEST-」
2. パニックワールド
  - なし
3. 魑魅魍魎マーチ
  - 2ndベスト・アルバム「ALL TIME BEST -FAN BEST-」